# Mineocapsus minimus
Mineocapsus minimus är en insektsart som beskrevs av Knight 1972. Mineocapsus minimus ingår i släktet Mineocapsus och familjen ängsskinnbaggar. Inga underarter finns listade i Catalogue of Life.